# 3.7厘米KwK 36炮

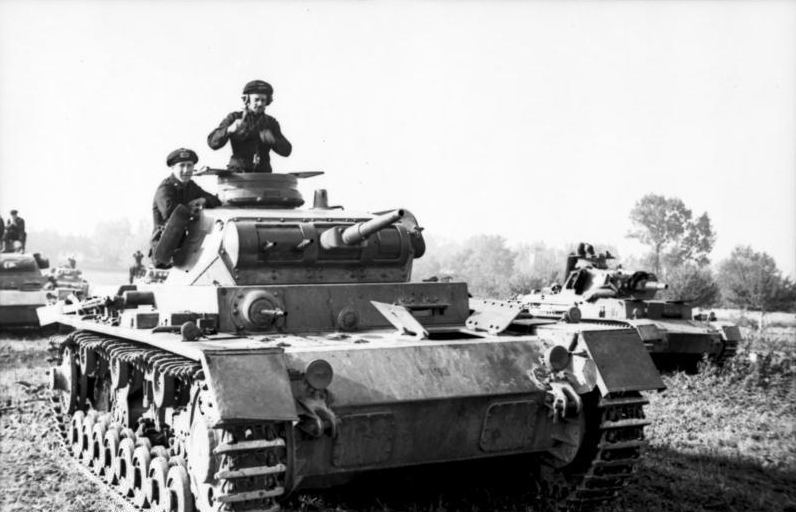
早期型的三號戰車主要以KwK 36作為戰車炮，此為波蘭戰役時的三號戰車D型

3.7 cm KwK 36 L/45 (3.7 公分戰車砲36 45倍徑)是第二次世界大戰時由德國所生產的3.7cm火砲，主要用做三號戰車(J型以前)的戰車炮，亦見於其他德軍裝甲車輛上。
做為反坦克砲時稱為3.7 cm Pak 36

## 彈藥
3.7cm KwK 36 使用 37×249mm. R彈殼。
以下穿透力數值是基於呈30°擺的鋼板所測試的。
PzGr.18 (穿甲彈)
- 彈頭重量: 0.658（1 磅 7.2 oz）
- 砲口初速: 745 m/s（2,440 ft/s）

| 100 m | 500 m | 1000 m | 1500 m | 2000 m |
| 34 mm | 29 mm | 22 mm  | 20 mm  |        |

PzGr.40 (硬芯穿甲彈)
- 彈頭重量: 0.368（13.0 oz）
- 砲口初速: 1,020 m/s（3,300 ft/s）

| 100 m | 500 m | 1000 m | 1500 m | 2000 m |
| 64 mm | 31 mm |        |        |        |

PzGr.39 - 穿甲彈
Sprgr.Patr.34 - 高爆彈

## 使用情形
- Leichttraktor
- NbFz重型坦克
- 三號戰車前期型號